# Serapeo
Serapèo (voce dotta dal latino Serapēu(m), dal greco Serapêion, da Sérapis) è il nome che viene dato a ogni tempio, o altra struttura religiosa, dedicata alla divinità sincretica Serapide (Sérapis), venerata nell'Egitto ellenistico e che combinava elementi degli antichi dei egizi Osiride e Api in una forma antropizzata compatibile con la cultura della Alessandria tolemaica.
Vi furono numerosi centri di questo culto ognuno dei quali detto, in greco, Σεραπεῖον (Serapeion), o Serapeum nella forma latinizzata.

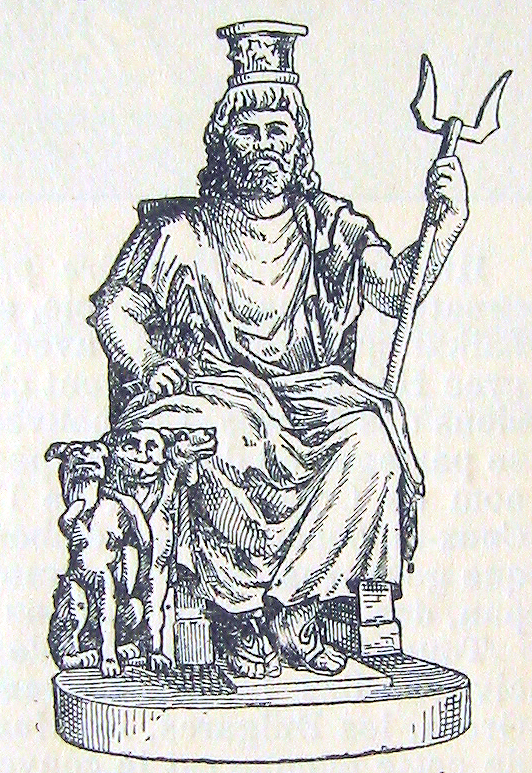
Ricostruzione ipotetica della statua di Briasside

Il più famoso tempio dedicato a Serapide fu costruito in Alessandria durante il regno di Tolomeo III (che regnò dal 246 a.C. al 222 a.C.).

## Serapei in Egitto

### Serapeo di Alessandria
Il Serapeo di Alessandria si trovava ad Alessandria d'Egitto e fu costruito durante il regno di Tolomeo III (che regnò dal 246 a.C. al 222 a.C.).

### Serapeo di Saqqara

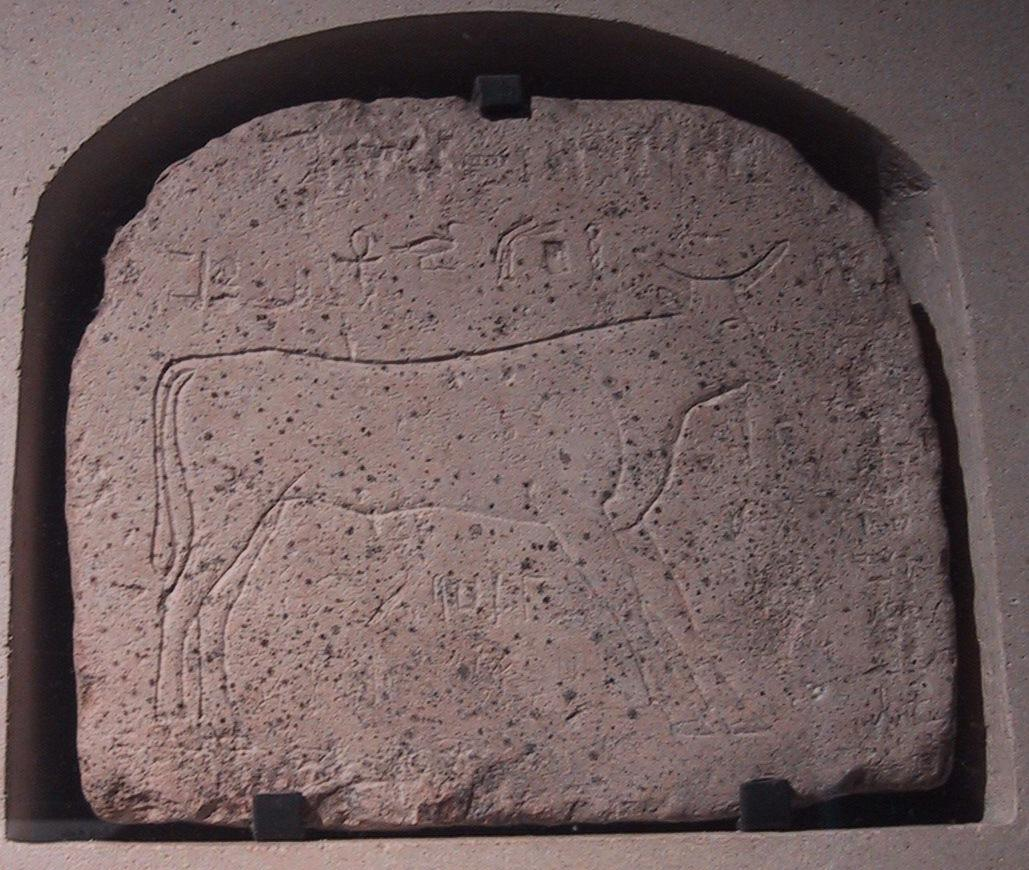
Placca di chiusura di un sepolcro, dal serapeo di Menfi. Parigi, Museo del Louvre.

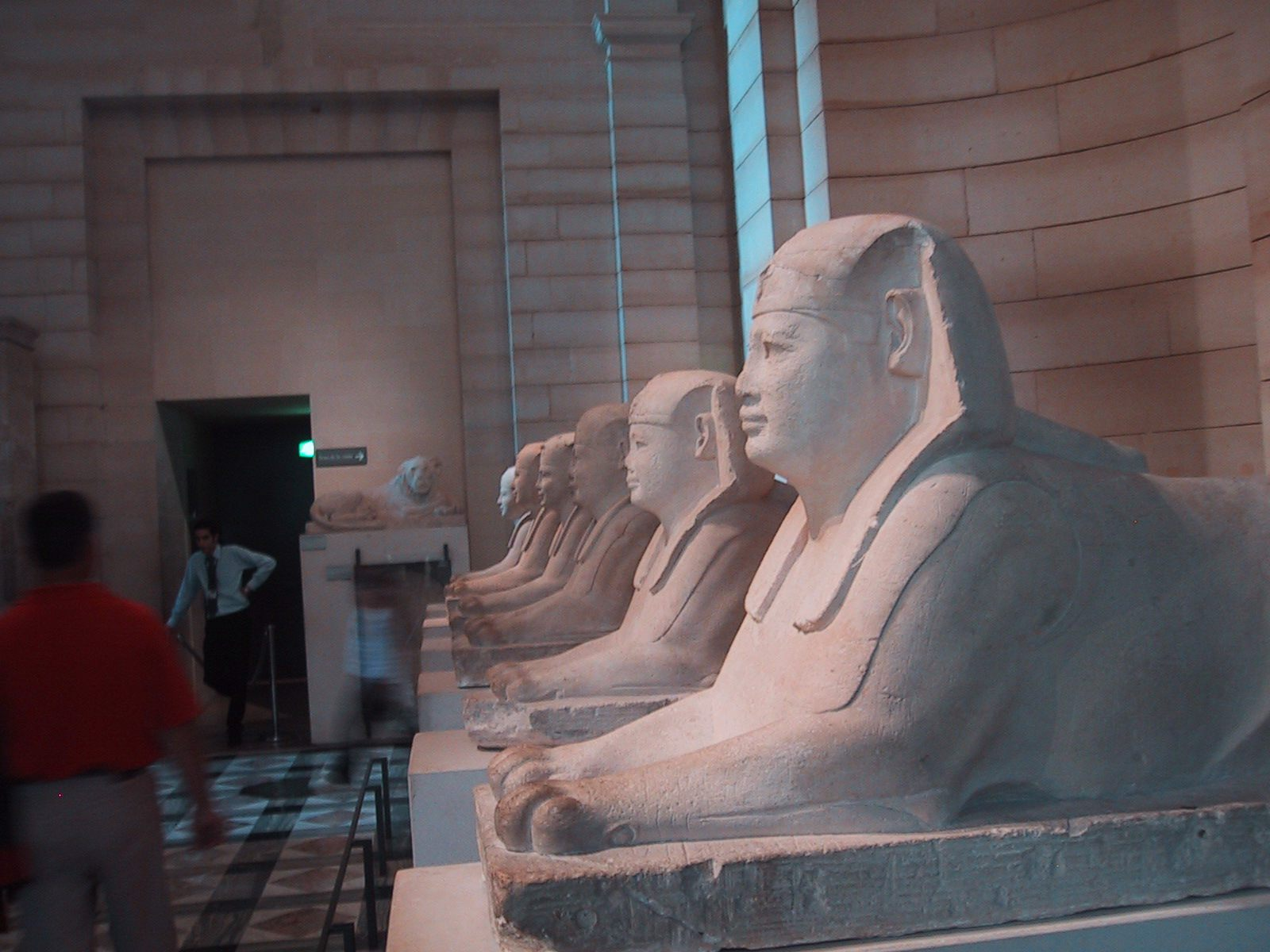
Sei sfingi provenienti dal viale d'accesso al Serapeo di Saqqara (Nectanebo I, XXX dinastia) - Parigi, Museo del Louvre.

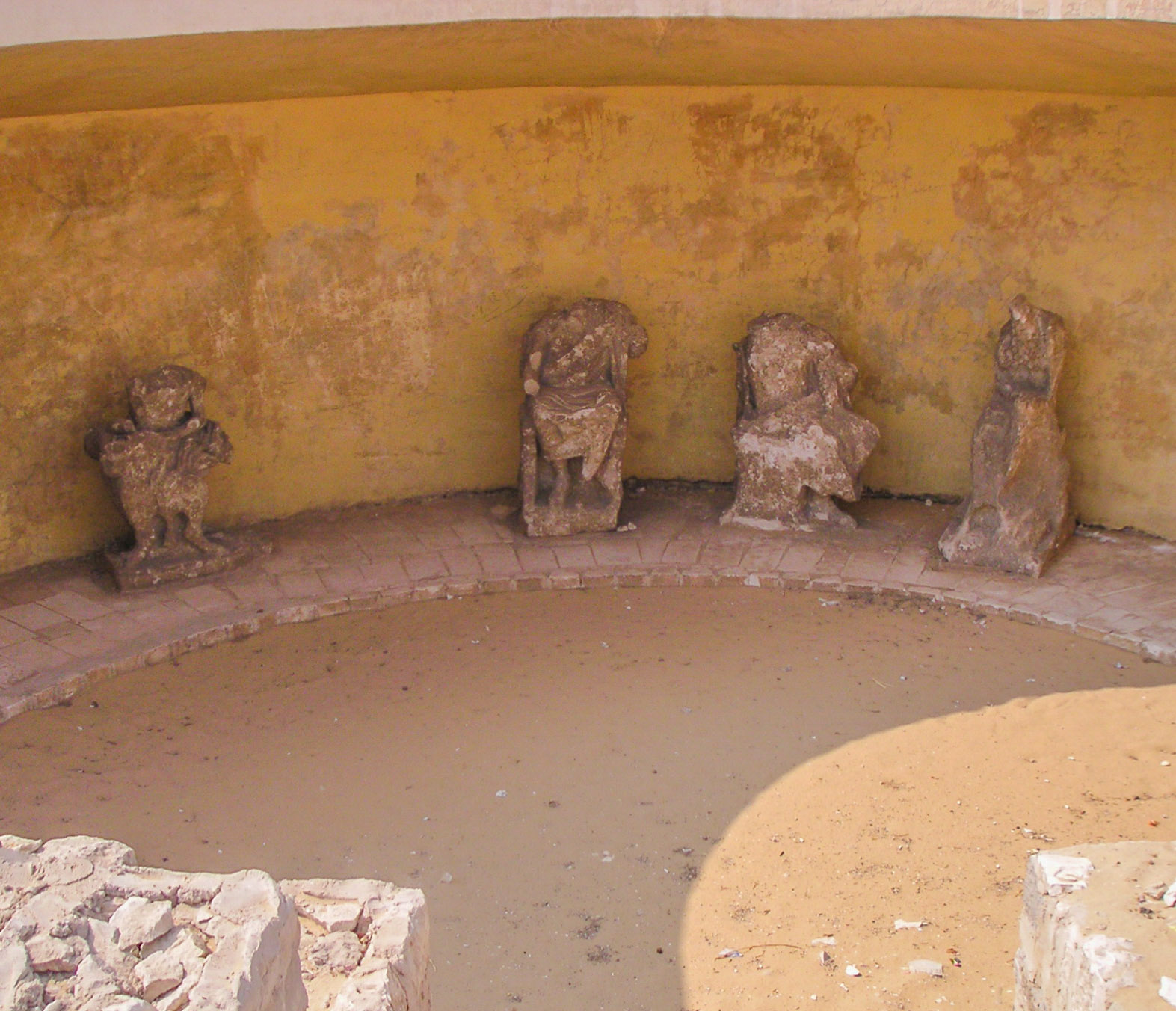
Emiciclo dei filosofi e degli autori greci. Saqqara

Il Serapeo di Saqqara, un'importante necropoli egizia situata presso Menfi, sorse sul complesso sepolcrale dei tori Api, ritenuti la manifestazione vivente del dio Ptah. Le più antiche sepolture dei tori sacri, imbalsamati e chiusi nei sarcofaghi, risalgono al regno di Amenofi III.
Nel XIII secolo a.C. Khaemuaset, figlio di Ramesse II, fece scavare nella montagna una galleria, sui cui lati vennero ricavate delle nicchie dove vennero alloggiati i sarcofaghi dei tori. Una seconda galleria, lunga 350 m, alta 5 m e larga 3 m, fu fatta costruire da Psammetico I e in seguito utilizzata dai Tolomei.
Il viale delle 600 sfingi che collegava il sito alla città fu probabilmente opera di Nectanebo I.
La scoperta del Serapeo è dovuta a Auguste Mariette che scavò la maggior parte del complesso. Ma le sue note di scavo sono andate perdute e questo ha limitato l'utilità delle sepolture per stabilire una cronologia della storia egizia.
Il problema consiste nella circostanza che dal regno di Ramesse XI al 23º anno di regno di Osorkon II, un periodo valutato in circa 250 anni, si conoscono solamente nove sepolture di tori, numero questo che include anche tre sepolture attualmente non note ma attestate da Mariette che disse di averle rilevate in una sala sotterranea troppo instabile per poter essere scavata. Gli egittologi ritengono che avrebbero dovuto esservi un maggior numero di sepolture di tori, nel periodo considerato, in quanto la vita media di un toro era di 25-28 anni, se non moriva prima, e quattro sepolture attribuite da Mariette al regno dei Ranmesse XI sono state retrodatate. Questa ha creato un vuoto di circa 130 anni che gli studiosi hanno cercato di colmare in vari modi. Secondo alcuni si deve rivedere tutta la cronologia della XX dinastia con uno spostamento in avanti delle date secondo altri studiosi esistono ulteriori sepolture di tori Api che non sono ancora state scoperte.

### Serapeo di Canopo
Un altro tempio era situato a Canopo, nel delta del Nilo, vicino ad Alessandria. Questo santuario, dedicato a Iside e al suo consorte Serapide, divenne uno dei maggiori centri religiosi dell'Egitto tolemaico e romano. Le sue celebrazioni e i suoi riti divennero così popolari che il tempio stesso divenne il modello di tempio egizio diffuso in tutto l'impero romano.
In questo modello un temenos (cortile sacro) racchiude il tempio dedicato agli dei che si trova collocato dopo un propileo (cortile colonnato). Cappelle dedicate e divinità meno universali del pantheon egizio-ellenistico si trovano all'interno del temenos. Queste includono quelle dedicate ad Anubi, a Ermete Trismegisto (la divinità nata dal sincretismo tra Ermes e Thot), Arpocrate e altri. Il complesso era associato a un bacino che rappresentava l'annuale inondazione del Nilo. Anche in altri templi dedicati agli dei egizi in epoca romana, come ad esempio quello di Delos era spesso presente un bacino centrale che forniva l'acqua utilizzata nei riti di Iside.

## Serapei in Italia

### Serapei nell'antica Roma
In epoca ellenistico-romana il culto di Serapide, strettamente connesso a quello di Iside, assunse un'accentuata connotazione misterica e conobbe una grande fortuna. Templi dedicati alla divinità egizia furono costruiti a partire dal I secolo a.C. a Roma e successivamente in varie parti dell'Impero Romano.

#### Serapeo nella III regione
La III regio della città di Roma, chiamata Isis et Serapis, deve il suo nome a un santuario dedicato alle due divinità egizie. Il tempio, dedicato a Iside, fu realizzato da Quinto Cecilio Metello nella prima metà del I secolo a.C. per celebrare la vittoria paterna contro Giugurta.
Il complesso templare, di cui restano pochi avanzi delle sostruzioni, era anticamente disposto su terrazze. In età flavia il tempio fu riedificato e Serapide fu associato al culto di Iside. La struttura venne smantellata verso il VI secolo.

#### Serapeo campense

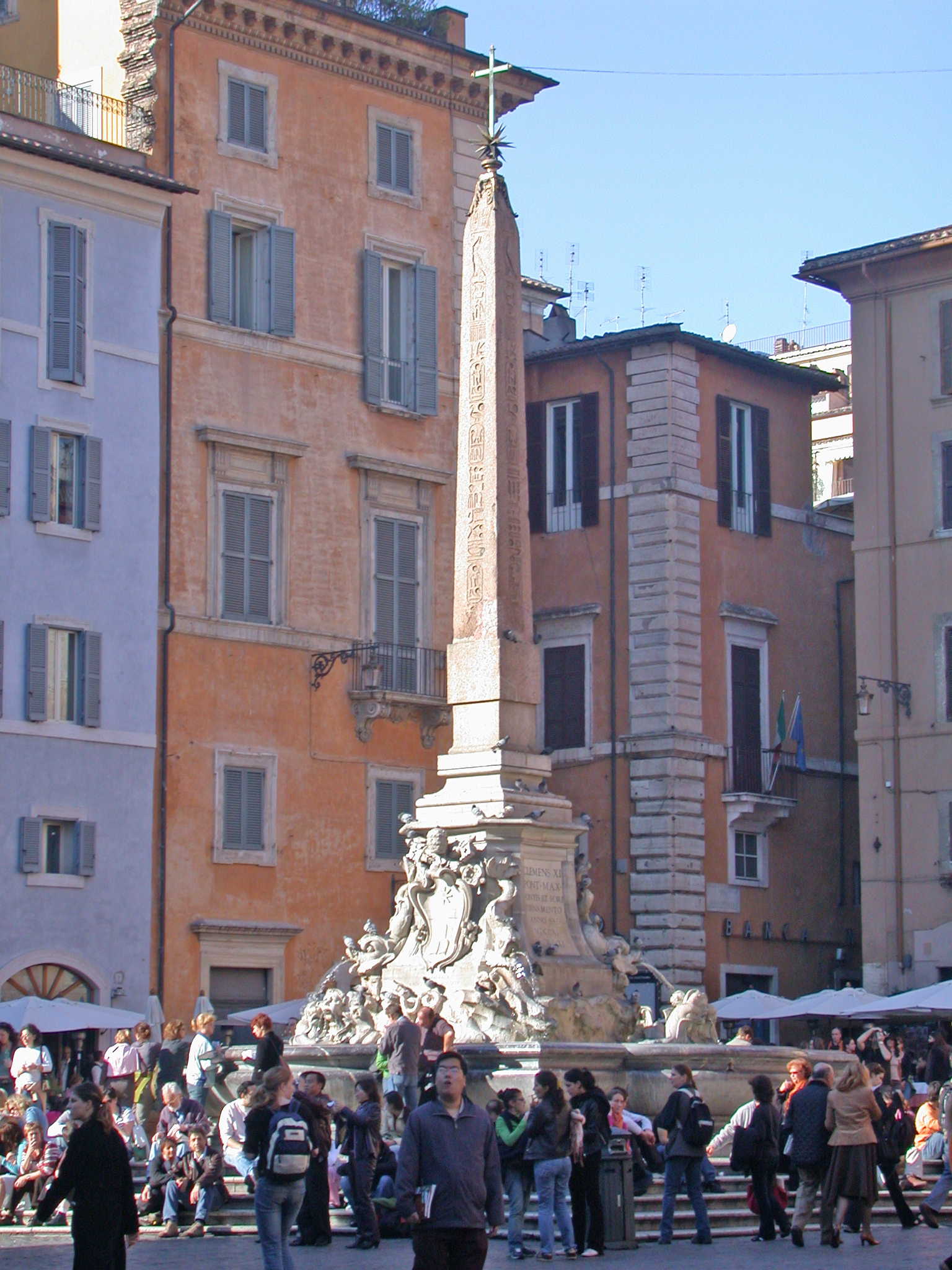
Obelisco del Pantheon

Nel Campo Marzio sorgeva il tempio egizio più grande di Roma, l'Iseo e Serapeo campense, costruito nel 43 a.C.
Il santuario, lungo 240 m e largo 60 m, era articolato in tre parti: al centro vi era un'area rettangolare, alla quale si accedeva tramite archi monumentali; seguiva una piazza scoperta ornata da obelischi e sfingi, nel centro della quale sorgeva il tempio isiaco; un'esedra semicircolare con abside ospitava presumibilmente il Serapeo.
L'edificio fu distrutto da un incendio nell'80 e ricostruito da Domiziano; modifiche successive furono attuate da Adriano, mentre a età severiana risale il restauro di gran parte delle strutture. La sopravvivenza del santuario è attestata fino al V secolo.
Tra gli obelischi che ornavano il complesso sono ancora visibili quello del Pantheon, quello della Minerva e quello di Dogali.
Sarebbe da porre in connessione con il santuario la statua di Iside Sothis, collocata davanti alla chiesa di San Marco e nota come "Madama Lucrezia".

#### Serapeo del Quirinale

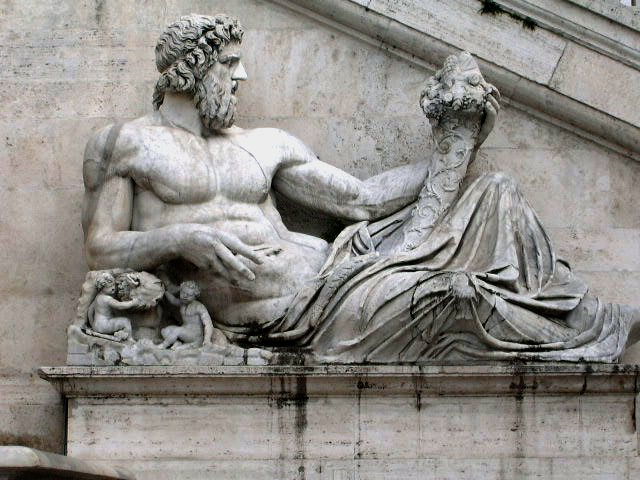
Statua del Tevere

Sul Quirinale sorgeva un altro grande Serapeo, i cui resti sono tuttora visibili nei Giardini Colonna. Il santuario, dedicato da Caracalla, si sviluppava su un'area di 135 m per 100 m ed era articolato in due parti: un lungo cortile colonnato dava adito al santuario vero e proprio, decorato con statue e obelischi. Riferibili al complesso templare sono le statue del Nilo e del Tevere, collocate da Michelangelo davanti al Palazzo Senatorio.

### Serapeo di Villa Adriana

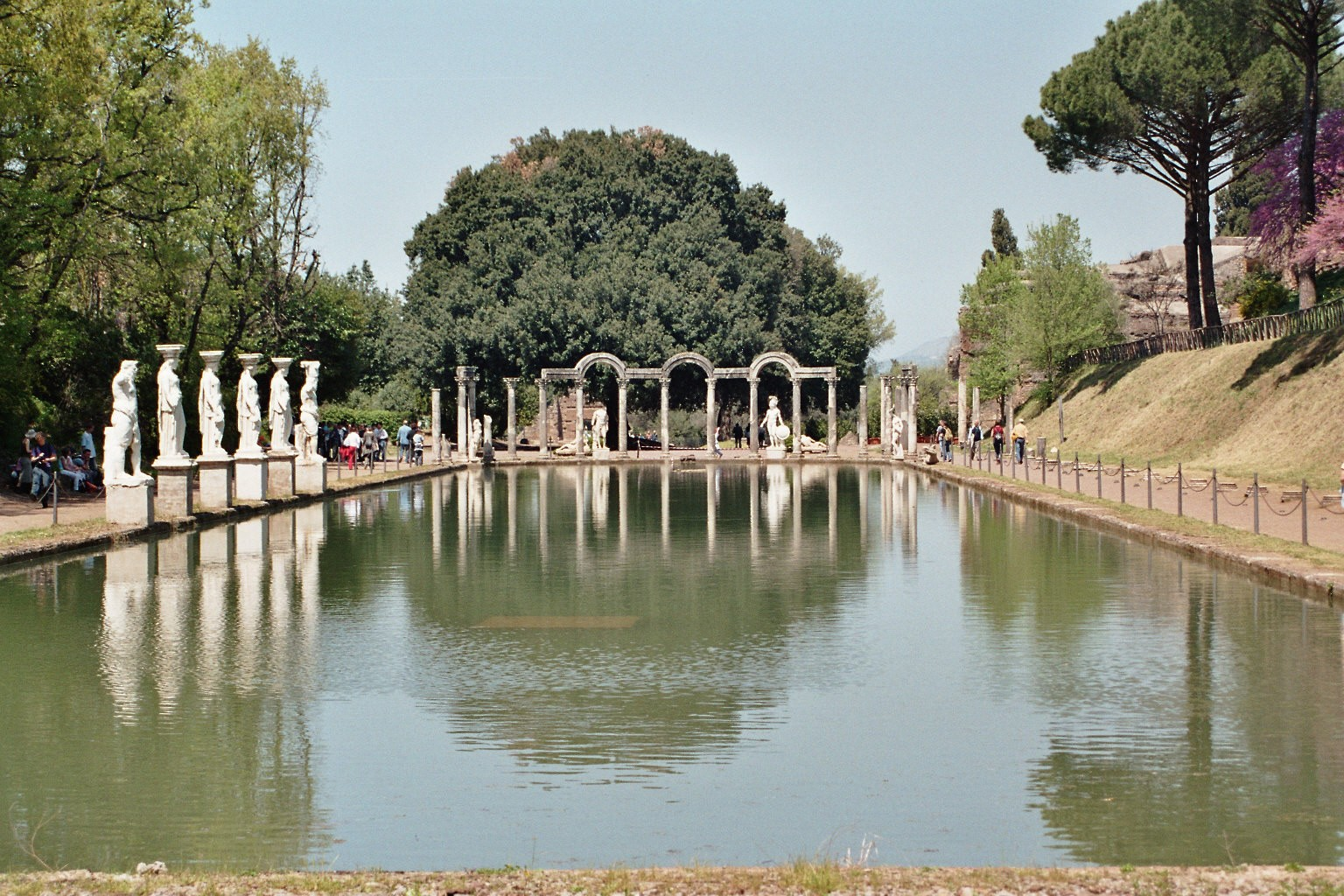
Il bacino del canopo visto dal serapeo

L'imperatore romano Adriano fece riprodurre una struttura simile al Serapeo di Canopo nella sua villa a Tivoli. Una vasca di 119 metri per 18 metri che rappresentava un canale circondato da un portico con statue conduceva al Serapeo.
Protetto da una monumentale semicupola rivestita di mosaico, il santuario era composto da una parte pubblica, destinata a banchetti e feste con giochi d'acqua, e da numerose parti private sotterranee dedicate al culto di Serapide come divinità ctonia.
Il tempio aveva l'aspetto di un ninfeo a forma di grotta, ornato da sculture egizie e statue che ricordavano Antinoo, il favorito dell'imperatore, annegato nel Nilo.
Per ricordare l'inaugurazione del suo tempio Adriano fece coniare monete che riportavano la sua effigie insieme con quella divinità al di sopra di una pedana ove due colonne sorreggevano un canopo rotondo. In tale modo l'imperatore divenne synnaios, il compagno dell'ancestrale divinità del naos e uguale beneficiario del culto di Serapide a Canopo.

### Altri Serapei minori
- Serapeo di Ostia, inaugurato nel 127, è un tempio tipicamente romano su podio con due colonne antistanti. Interessanti la dedica a Giove Serapide e il mosaico dell'ingresso raffigurante il bue Apis. Da qui proviene una statuetta di Serapide che dovrebbe essere ispirata a quella realizzata da Briasside in Alessandria.
- Serapeo di Napoli. Si trovava davanti all'Antro di Mitra: vari autori ne testimoniano i resti nel Settecento e Ottocento, ma oggi non ne rimane più nulla.
- Iseo di Industria, gli scavi della colonia romana di Industria (nel comune di Monteu da Po, vicino a Torino) hanno portato alla luce le fondamenta di un grande tempio sicuramente dedicato a Iside e avente una struttura quasi identica al Serapeo di Campo Marzio a Roma. Dallo stesso sito archeologico proverrebbe anche un bronzetto raffigurante un toro (oggi conservato presso il Museo di Antichità di Torino).